# Whitemark
Whitemark är en ort i Australien. Den ligger i självstyresområdet Flinders och delstaten Tasmanien, i den sydöstra delen av landet, omkring 310 kilometer norr om delstatshuvudstaden Hobart. Den ligger på ön Flinders Island.
Trakten runt Whitemark är nära nog obefolkad, med mindre än två invånare per kvadratkilometer.. Det finns inga andra samhällen i närheten. 
Trakten runt Whitemark består till största delen av jordbruksmark. Genomsnittlig årsnederbörd är 758 millimeter. Den regnigaste månaden är juli, med i genomsnitt 86 mm nederbörd, och den torraste är januari, med 30 mm nederbörd.